# Liste von Bergen und Erhebungen in Somalia
Dies ist eine Liste von Bergen und Erhebungen in Somalia:
| Höhe   | Name              | Region   | Koordinate            | Bemerkung        |
| ------ | ----------------- | -------- | --------------------- | ---------------- |
| 2414 m | Shimbiris         | Sanaag   | 10° 44′ N, 047° 15′ O | höchste Erhebung |
| 2370 m | Surud Cad         | Sanaag   | 10° 44′ N, 047° 12′ O |                  |
| 2008 m | Gacan Libaax      | Togdheer | 09° 58′ N, 045° 01′ O |                  |
| 1834 m | Buur Raariile     | Awdal    | 09° 59′ N, 043° 16′ O |                  |
| 1773 m | Buur Awordil      | Awdal    | 09° 55′ N, 043° 16′ O |                  |
| 1772 m | Gambi             | Sanaag   | 10° 19′ N, 047° 11′ O |                  |
| 1772 m | Ceel Lamaan       | Sanaag   | 10° 33′ N, 047° 18′ O |                  |
| 1715 m | Buur Cowsguduudle | Awdal    | 09° 53′ N, 043° 15′ O |                  |
| 1709 m | Xoog Bardale      | Sanaag   | 10° 24′ N, 046° 58′ O |                  |
| 1691 m | Gar               | Togdheer | 09° 55′ N, 045° 23′ O |                  |